# 萨顿因阿什菲尔德
萨顿因阿什菲尔德（英語：Sutton-in-Ashfield）是一个在英国诺丁汉郡阿什菲尔德辖区的市镇，拥有约45800人口。其位于曼斯菲爾德以西4英里（大约6.4公里），接近德比郡边界。

## 地理
从人口上讲萨顿因阿什菲尔德是曼斯菲尔德城市群的一部分，即便其实际位于独立的阿什菲尔德市政区。斯科比和斯坦顿丘在其北部。

## 地标
萨顿因阿什菲尔德的主要景点是欧洲最大的日晷，其位於波特兰广场的中央，靠近艾德威尔购物广场和萨顿社区学校。
国王米尔医院是一个主要的地标建筑 （页面存档备份，存于），位于市镇中心和曼斯菲尔德之间，紧邻A38公路。
萨顿因阿什菲尔德有一个大型 Asda 超市位于市镇中心的北部。

## 历史

### 撒克逊
撒克逊人最早在此定居，撒克逊人的后缀「ton」的意思是“一块在林中空地中的圈地”。此市镇在英国土地志中被称作「sustone」。1189年的档案亦显示沃尔特·德·萨顿（Walter de Sutton）之子杰勒德（Gerard）曾赠予瑟嘉顿（Thurgarton）修道院两博维特（bovate）的土地和位于萨顿的教堂。

## 外部連結
维基共享资源上的相關多媒體資源：萨顿因阿什菲尔德